# Luca Ciriani
Luca Ciriani (Pordenone, 26 gennaio 1967) è un politico italiano, dal 23 marzo 2018 senatore della Repubblica per Fratelli d'Italia, di cui è stato capogruppo al Senato dal 18 luglio 2018 al 8 novembre 2022, e dal 22 ottobre 2022 ministro per i rapporti con il Parlamento nel governo Meloni.

## Biografia
Nato a Pordenone, ma residente a Fiume Veneto (Pordenone), si è laureato in lettere moderne all'Università degli Studi di Trieste e ha conseguito un master in marketing e comunicazione d'impresa, dipendente di un'azienda multinazionale alimentare, inizia la sua attività politica da giovane come esponente del Fronte della Gioventù, l'organizzazione giovanile del Movimento Sociale Italiano (MSI), di cui è stato dirigente, nel 1995 aderisce alla svolta di Fiuggi di Gianfranco Fini, che porta allo scioglimento del MSI e la sua confluenza in Alleanza Nazionale (AN).
Alle elezioni amministrative del 1995 viene eletto consigliere comunale di Fiume Veneto.

### Consigliere regionale del Friuli-Venezia Giulia
Alle elezioni regionali in Friuli-Venezia Giulia del 1998 si candida con AN, risultando eletto nel consiglio regionale e venendo nominato assessore allo sport e alle autonomie locali nella giunta regionale guidata dai forzisti Roberto Antonione prima e Renzo Tondo poi. Alle regionali in FVG del 2003 si ricandida con AN, nella mozione della vicepresidente uscente Alessandra Guerra, venendo rieletto consigliere e divenendo capogruppo di AN nel consiglio regionale.
Alle elezioni in FVG del 2008 si ricandida con Il Popolo della Libertà (PdL), lista che univa principalmente AN e Forza Italia e dove nel 2009 confluiscono come partito, nella mozione del deputato ed ex presidente Renzo Tondo, venendo eletto per la terza volta in consiglio regionale, nel collegio di Pordenone con 2.797 preferenze, e nominato vicepresidente e assessore nella giunta regionale guidata da Tondo, gestendo le deleghe alle attività produttive (2008-2010), all'ambiente, energia e politiche per la montagna (2010-2012), alla salute, integrazione socio-sanitaria e politiche sociali (2012-2013) e alla protezione civile (2010-2013). Alle elezioni regionali in FVG del 2013 viene nuovamente eletto consigliere col PdL con 3.761 preferenze.
Il 16 novembre 2013, con la sospensione delle attività del Popolo della Libertà, aderisce alla rinascita di Forza Italia, ma a febbraio 2014 lo abbandona per dichiararsi indipendente.

### Capogruppo di Fratelli d'Italia al Senato
Nel 2015 aderisce a Fratelli d'Italia di Giorgia Meloni, con cui alle elezioni politiche del 2018 viene candidato al Senato della Repubblica nel collegio uninominale Friuli-Venezia Giulia - 02 (Udine), sostenuto dalla coalizione di centro-destra, risultando eletto senatore con il 46,59% dei voti e superando i candidati del Movimento 5 Stelle Maria Chiara Santoro (23,21%) e del centro-sinistra, in quota Partito Democratico, Isabella De Monte (22,24%), dimettendosi poi da consigliere regionale. Nella XVIII legislatura della Repubblica è stato componente della 4ª Commissione Difesa (2018-2019), della 2ª Commissione Giustizia (2019-2022), della Commissione straordinaria per il contrasto dei fenomeni di intolleranza, razzismo, antisemitismo e istigazione all'odio e alla violenza (2020-2022), della Delegazione italiana presso l'Assemblea parlamentare dell'Iniziativa Centro Europea (2018-2022) e della Commissione parlamentare antimafia (2019-2022), oltre a ricoprire l'incarico di capogruppo del gruppo parlamentare di Fratelli d'Italia al Senato, eletto il 18 luglio 2018 al posto di Stefano Bertacco.
Alle elezioni europee del 2019 si candida al Parlamento europeo, tra le liste di Fratelli d'Italia nella circoscrizione Italia nord-orientale, piazzandosi in quarta posizione con 9.591 preferenze ma risultando non eletto.

### Ministro per i rapporti con il Parlamento
Alle elezioni politiche anticipate del 2022 viene ricandidato al Senato per Fratelli d'Italia sia nel collegio uninominale Friuli-Venezia Giulia - 01 (Trieste), sostenuto dalla coalizione di centro-destra, che come capolista nel collegio plurinominale Friuli-Venezia Giulia - 01, venendo rieletto a Palazzo Madama nell'uninominale con il 50,34% dei voti e superando con quasi il doppio rispetto al principale candidato del centro-sinistra, in quota Partito Democratico - Italia Democratica e Progressista, Furio Honsell (25,98%). Nella XIX legislatura è stato brevemente capogruppo di FdI al Senato, confermato per acclamazione il 18 ottobre e rimasto in carica fino alla sua nomina a ministro, e fa parte della 8ª Commissione Ambiente, transizione ecologica, energia, lavori pubblici, comunicazioni, innovazione tecnologica, venendo sostituito per l'incarico di governo che occupa da Francesca Tubetti.
Dopo la vittoria del centro-destra alle elezioni, visti i positivi risultati elettorali di Fratelli d'Italia, e il successivo incarico di formare un governo affidato a Giorgia Meloni, il 21 ottobre 2022 Ciriani è stato indicato quale ministro per i rapporti con il Parlamento. Il giorno successivo ha giurato nelle mani del Presidente della Repubblica Sergio Mattarella come Ministro nel governo Meloni, diventando così il primo friulano dopo 33 anni (l'ultimo fu Giorgio Santuz) e il primo pordenonese dopo 75 anni (l'ultimo fu Luigi Gasparotto).
A novembre 2024 ha fatto discutere, anche all'interno del suo partito, la sua affermazione, in un’intervista al Foglio, che prima o poi Fratelli d'Italia deciderà di togliere dal proprio simbolo la fiamma tricolore (simbolo del Movimento Sociale Italiano e che in generale è stato usato da quasi tutti i partiti neofascisti e post-fascisti d’Italia), aggiungendo che la decisione dovrà essere presa dai membri del partito, e «non certo perché qualcuno ce lo impone».

## Vita privata
Sposato e con un figlio, è fratello di Alessandro Ciriani, sindaco di Pordenone dal 2016 al 2024 e dal 2024 europarlamentare.